# Saint-Germain-des-Prés Café II
Albums de Various
Saint-Germain-des-Prés Café I Saint-Germain-des-Prés Café III
Saint-Germain-des-Prés Café volume II est la seconde compilation Saint-Germain-des-Prés Café parue en 2002.

## Fiche
Date de parution : Mai 2002

Temps total : 1h17m41s

## Liste des titres
| 1.    | Saint germain des Prés                                  | Pink Satellite                    |  |
| 2.    | Possoz Boogie                                           | Klément Julienne                  |  |
| 3.    | The Snare                                               | Zero dB                           |  |
| 4.    | Too Deep                                                | The Duncan                        |  |
| 5.    | The Essence                                             | Herbie Hancock                    |  |
| 6.    | Game                                                    | Beady Belle                       |  |
| 7.    | D'jazz Tribute (featuring Billie Holiday)               | David Grumel                      |  |
| 8.    | Summer Sun (featuring Yukimi Nagano)                    | Koop                              |  |
| 9.    | Hit The Road Jack (Pé Na éstrada)                       | Mo'Horizons                       |  |
| 10.   | Beads, Things and Flowers (Instrumental)                | Humble Souls                      |  |
| 11.   | Mr. Dope                                                | Kenny Dope (from Masters at Work) |  |
| 12.   | Good Life                                               | Kaori                             |  |
| 13.   | Move On Up (featuring Cherie Mathieson)                 | Mark de Clive-Lowe                |  |
| 14.   | Heavy Piano                                             | Duran y Garcia                    |  |
| 15.   | 5 Alive                                                 | Kevin Yost                        |  |
| 16.   | The Strangest Feeling                                   | Gorodisch                         |  |
| 17.   | Change                                                  | Bugge Wesseltoft                  |  |
| 18.   | Private Sunshine (Big Lounge Album Mix By Carmen Rizzo) | Ashley Slater's                   |  |
| 77:41 |                                                         |                                   |  |